# Andreas Andresen

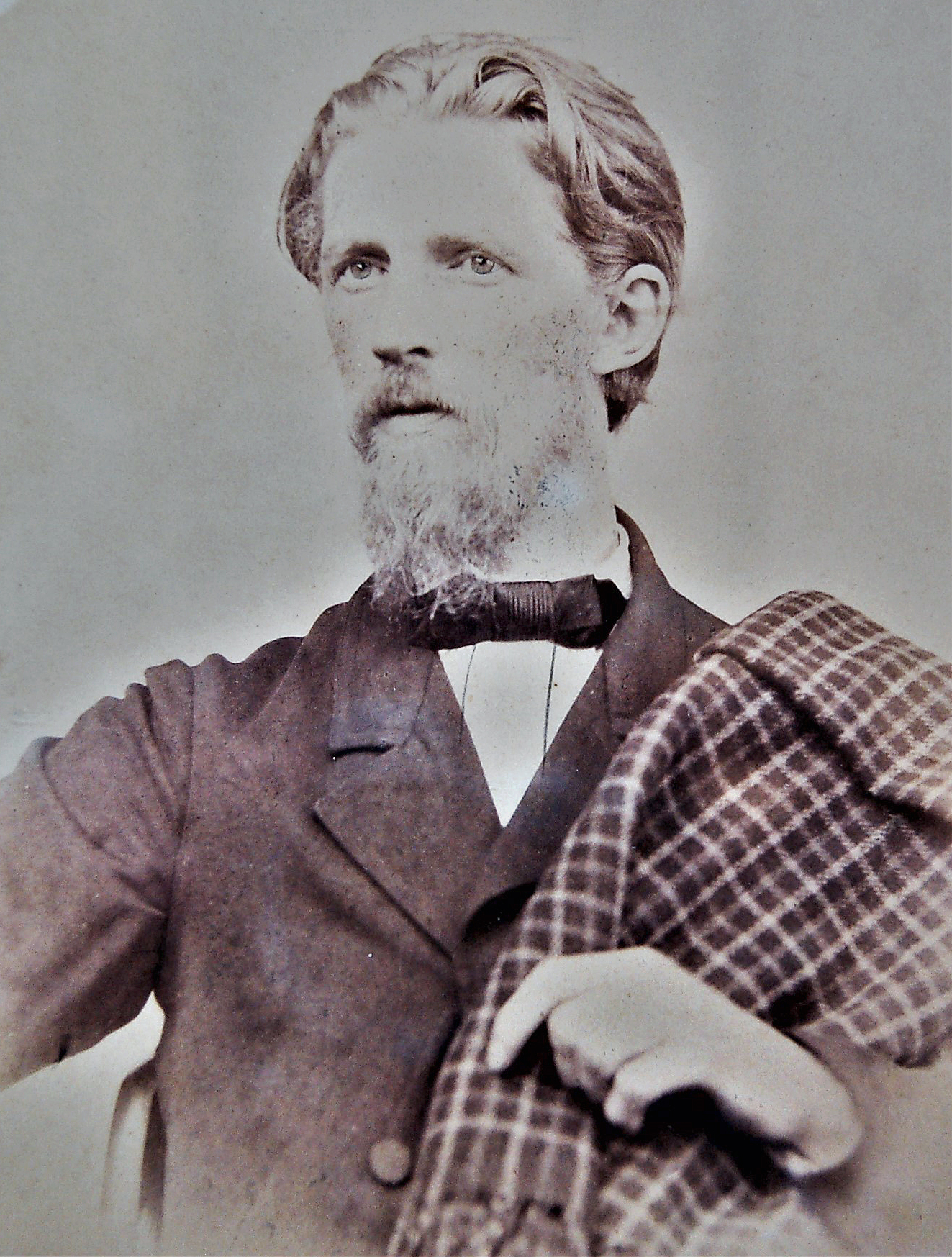
Andreas Andresen

Andreas Andresen (* 14. November 1828 in Loit, Herzogtum Schleswig; † 1. Mai 1871 in Leipzig) war ein deutscher Kunsthistoriker und Kunsthändler mit dem Spezialgebiet der Kupferstichkunde.

## Leben
In Angeln geboren, studierte Andresen an der Christian-Albrechts-Universität zu Kiel, der Friedrich-Wilhelms-Universität zu Berlin, der Rheinischen Friedrich-Wilhelms-Universität Bonn und der Ludwig-Maximilians-Universität München. Er meldete sich 1848 als Freiwilliger, um an der Schleswig-Holsteinischen Erhebung gegen Dänemark teilzunehmen. 1857 wurde er durch Hans von und zu Aufseß an das Germanische Museum in Nürnberg berufen, wo er bis 1862 arbeitete. Anschließend ging er zur Rudolph Weigel Kunst- und Buchhandlung in Leipzig, wo er die Leitung von Naumanns Archiv für die zeichnenden Künste sowie die Bearbeitung der Weigelschen Auktionskataloge übernahm. Nach Weigels Tod übernahm er im Oktober 1867 zunächst die Leitung der Kunst- und Buchhandlung und wurde am 1. Januar 1870 deren Eigentümer. Er starb aber 1871 überraschend an Pocken. 
Die Rud. Weigel Kunsthandlung wurde nicht weitergeführt, sondern von Paul Erwin Boerner übernommen, was zum Ausbau der Kunsthandlung C. G. Boerner beitrug. Seine Kupferstichsammlung wurde im Dezember 1873 durch C. G. Boerner versteigert. 
Er war verheiratet und hatte zwei Kinder.

## Veröffentlichungen
- Nicolaus Poussin. Verzeichniss der nach seinen Gemälden gefertigten gleichzeitigen und späteren Kupferstiche etc. Verlag von Rudolph Weigel, Leipzig 1863.
- Der deutsche Peintre-Graveur oder die Maler als Kupferstecher vom letzten Drittel des 16. Jahrhunderts bis zum Schluß des 18. Jahrhunderts; in Anschluß an Bartsch’s Peintre-Graveur,[7] an Robert-Dumesnil’s[8] und Prosper de Baudicour’s französischen Peintre-Graveur[9]. 3 Bände, Verlag von Rudolph Weigel, Leipzig 1864–1866, 5 Bände, Alexander Danz, Leipzig 1872–1878
- Die deutschen Malerradierer des 19. Jahrhunderts. Nach ihren Leben und Werken. 4 Bände, Rudolph Weigel, Leipzig 1866–70; Band 5 fortgesetzt von Joseph Eduard Wessely.

Herausgeber
- Joseph Heller: Handbuch für Kupferstichsammler oder Lexikon der Kupferstecher, Maler-Radirer und Form-Schneider aller Länder und Schulen nach Maßgabe ihrer geschätztesten Werke. (Dritte Auflage), T. O. Weigel, Leipzig 1870 (Digitalisat).